# Haderonia culta
Haderonia culta là một loài bướm đêm trong họ Noctuidae.